# 11085 Isala
11085 Isala (1993 SS6) là một tiểu hành tinh vành đai chính được phát hiện ngày 17 tháng 9 năm 1993 bởi E. W. Elst ở Đài thiên văn Nam Âu.